# Товариство святих Кирила та Мефодія (Бауцен)
Товариство святих Кирила і Мефодія (луж. Towarstwo swj. Cyrila a Metoda) — верхньолужицька суспільно-культурна організація. Об'єднує в своїх рядах лужичан, що належать до Римо-Католицької церкви. Метою товариства є поширення християнства серед лужицького народу, представлення його інтересів в Католицькій церкві і сприяння розвитку лужицької культури. Організація входить до складу суспільно-культурної організації «Домовіна». Організація названа в честь святих Кирила і Мефодія.

## Історія
Товариство було засновано 13 грудня 1862 року лужицьким письменником Міхалом Гірником і священиком Якубом Германом на честь 1000-річчя прибуття святих Кирила і Мефодія в Велику Моравію. Спочатку називалося як «Асоціація католицьких сербів». Основною метою Асоціації католицьких сербів була публікація книг на лужицьких мовах. У січні 1863 року Асоціація католицьких сербів стала видавати католицьку газету «Katolski Posoł». У зв'язку з тим, що Кирило-Мефодіївським товариством керували католицькі священики, які служили в соборі святого Петра в Баутцені, організація дотримувалася консервативних політичних поглядів, які виступали проти кайзерівської Німеччини. Незабаром після свого заснування організація стала підтримувати відносини з лужицькою суспільно-культурною організацією Матіцею сербською.
Під час конфлікту 1923—1929 років між лужицькими католицькими священиками єпархії Мейсена і єпископом Мейсена Християном Шрайбером, який намагався обмежити вживання лужицьких мов на території єпархії, Кирило-Мефодіївське товариство дотримувалося нейтралітету і виступало посередником в їх суперечці. Починаючи з 1933 року Кирило-Мефодіївське товариство стало утискатися нацистським урядом. У 1937 році була конфіскована друкарня товариства і в 1939 році був заборонений випуск газети «Katolski Posoł».
Після Другої світової війни влада НДР не дозволила відновити діяльність товариства. Газета «Katolski Posoł» стала виходити в 1950 році під патронажем організації «Домовіна». У 1985 році, після скасування закону про приватні організації, Кирило-Мефодіївське товариство відновило свою діяльність після дозволу єпископа Дрездена-Мейсен. СТовариство діяло в рамках єпархіального права і під егідою Католицької церкви. У 1995 році організація отримала самостійність.
У січні 2000 року Кирило-Мефодіївським товариством був створений спортивний клуб «Sportverein Crostwitz» (Sportowa Jednotka Chrósćicy) в місті Кроствіц, який має автономність у складі організації.
В даний час адміністрація Кирило-Мефодіївського товариства розташовується в місті Будішин (луж.).

## Структура
Кирило-Мефодіївське товариство об'ёдуєт в своїх рядах приватних і корпоративних членів. В даний час в товариство входять Сербське братство приходу Віттехенау, Церковний хор Кроствіца, Хорове товариство «Лілія», Спортивний клуб «Sportowa Jednotka Chrósćicy» і Сербські скаути Кроствіца.
В організації діють музичний відділ і секція релігійної літератури. Остання в даний час випускає газету «Katolski Posoł». Міжнародний відділ займається зв'язками з іншими слов'янськими суспільно-культурними організаціями. Благодійний відділ займається допомогою малозабезпеченим.
В даний час головою товариства є католицький священик Віто Счапан.

## Голови
- Якуб Кучанк (1862—1898);
- Якуб Скаля (1898—1925);
- Міклауш Жур (1925—1931);
- Юрій Гейдушка (1931—1937);
- Віто Счапан (в даний час).

## Відомі члени
- Петр Дучман (1839—1907) — лужицький громадський діяч, лікар і фотограф. Засновник серболужицького театру.